# Barrett Foa
Barrett Conrad Foa (ur. 18 września 1977 w Nowym Jorku) – amerykański aktor. Odtwórca roli Erica Bartholomewa Beale’a III, operatora technicznego NCIS i analityka wywiadu stacjonującym w Los Angeles w Biurze Projektów Specjalnych, w serialu CBS Agenci NCIS: Los Angeles (2009–2021). 

## Życiorys
Urodził się i dorastał na nowojorskim Manhattanie w Nowym Jorku, jako syn Lindy Rimanich, pisarki i Conrada Foa, międzynarodowego brokera ubezpieczeniowego. Uczęszczał do Dalton School. W 1999 ukończył studia na wydziale wokalno–aktorskim University of Michigan. Studiował aktorstwo w Royal Academy of Dramatic Art w Londynie. Uczestniczył przez cztery lata w Interlochen Arts Camp.
Występował w New London Barn Playhouse w New Hampshire. W 2000 roku trafił na scenę off-Broadwayu w roli Jezusa w spektaklu Godspell. Występował w przedstawieniach na Broadwayu, w tym w musicalu Mamma Mia! (2001) i jako Żaczek Przyjemniaczek w musicalu Avenue Q (2006), gdzie ćwiczył Spelling bee w godzinach wieczornych.
22 lutego 2019 poinformował za pośrednictwem portalu Instagram, że jest gejem.

## Filmografia
- 2007: Sześć stopni oddalenia (Six Degrees) jako Dylan
- 2009: Podkomisarz Brenda Johnson jako Travis Myers
- 2009: Wzór jako Andrew Gibbons
- 2009: Agenci NCIS jako Eric Bea
- 2009–2010: Ekipa jako Matt Wolpert
- 2009–2021: Agenci NCIS: Los Angeles jako Eric Bea
- 2019: Will & Grace jako Paul